# Vereine ohne Winterbad
Der Deutsche Schwimm-Verband (DSV) führte seit Beginn der 1950er Jahre mehr als zwei Jahrzehnte lang zusätzlich zu den offenen Meisterschaften auf allen Ebenen auch Wettbewerbe für „Vereine ohne Winterbad“ (VoW) durch. Teilnahmeberechtigt waren hier Vereine, die im Umkreis von zehn Kilometern über kein sportgerechtes Hallenbad (25-Meter-Becken oder größer) verfügten. 
VoW-Wettbewerbe waren im schwimmsportlichen Geschehen jener Tage vielerorts überaus präsent. Sie sollten angesichts fehlender Chancengleichheit Aktiven aus VoW-Klubs neben Wettkämpfen gegen Sportler aus Hallenbad-Vereinen zusätzliche Anreize vermitteln, da erstere von September bis Mai kaum oder gar nicht trainieren konnten. Da bis Mitte der 1960er Jahre zumeist nur Großstädte über Hallenbäder verfügten, war die Zahl der teilnahmeberechtigten Vereine lange Jahre sehr groß. So mussten ganze Landkreise bis in die 1970er Jahre auf ihr erstes Hallenbad warten, und im damaligen Regierungsbezirk Lüneburg, einem der flächenmäßig größten im Bundesgebiet, wurde die erste sportgerechte Schwimmhalle erst 1960 in Lüneburg eröffnet. VoW-Wettbewerbe wurden in der ersten Hälfte der 1970er Jahre dann binnen weniger Jahre komplett eingestellt, nachdem eine flächendeckende Versorgung mit Hallenbädern weitgehend erreicht worden war.   

## Schwimmen, Wasserspringen und Synchronschwimmen
Titel im Schwimmen, Wasserspringen und Synchronschwimmen wurden auf separaten Veranstaltungen („VoW-Bestenkämpfe“) vergeben, oder VoW-Wettbewerbe wurden als Teildisziplinen in offene Meisterschaften integriert. Der DSV führte im Schwimmen zudem separate Bestenlisten. Zu deutschen Titelehren bei VoW-Wettbewerben wie auch offenen Meisterschaften kam Wiltrud Gorski vom Delmenhorster SV, die bei den 
deutschen Meisterschaften 1953 die 100 Meter Brust gewann. Die letzten deutschen VoW-Bestenkämpfe fanden 1973 in Rendsburg statt.

## Wasserball
Die Titelträger im Wasserball (nur Männer) wurden parallel zu den normalen Ligaspielen ermittelt. Die Sieger der regionalen Ausscheidungen (zumeist Turniere) trafen sich von 1956 bis 1972 zum Ende der Freiwasserzeit auf einer nationalen Endrunde mit vier Teams zur Kür des deutschen VoW-Besten, die oftmals vor großen Zuschauermengen stattfanden. Zu den Wasserball-Vereinen mit einer erfolgreichen VoW-Tradition zählen unter anderem der TV Werne, SV Kamen 91 oder der Lehrter SV.